# 國立岡山高級中學
國立岡山高級中學（英語：National Kangshan Senior High School，KSSH），簡稱岡中，為一所位於臺灣高雄市岡山區的國立高級中學。

## 校史
- 1946年夏，籌組建校委員會，9月進行招生，11月11日「臺灣省立高雄第三中學」成立。
- 1947年4月，接收高雄縣立岡山初級中學。9月1日，改名為「臺灣省立岡山中學」。
- 1954年，高雄縣路竹鄉公所撥贈土地七甲有餘，成立路竹分部。
- 1962年夏，接辦臺灣省立高雄女子中學橋頭分部。
- 1964年8月1日，路竹分部與橋頭分部均獨立設校，改制為初級中學，劃歸高雄縣政府。
- 1970年，實施省辦高中政策，初中部結束，改制為「臺灣省立岡山高級中學」。
- 2000年2月1日，因應精省改隸教育部，更名為「國立岡山高級中學」。

## 校訓
- 誠－誠以待人。
- 毅－毅以持志。
- 勤－勤以立業。
- 樸－樸以養生。

## 歷任校長
| 首任     | 吳國樑 | 1946年11月~1949年8月 |
| 第二任   | 沈祖懋 | 1949年9月~1950年7月  |
| 第三任   | 何龍   | 1950年8月~1953年7月  |
| 第四任   | 劉述先 | 1953年8月~1956年7月  |
| 第五任   | 陳震   | 1956年8月~1963年7月  |
| 第六任   | 羅旭升 | 1963年8月~1965年7月  |
| 第七任   | 陳永康 | 1965年8月~1968年7月  |
| 第八任   | 魏景嶷 | 1968年8月~1980年1月  |
| 第九任   | 柯遠凡 | 1980年2月~1986年1月  |
| 第十任   | 蔡瑞榮 | 1986年2月~1990年7月  |
| 第十一任 | 沈高全 | 1990年8月~1995年7月  |
| 第十二任 | 何宋錦 | 1995年8月~2001年7月  |
| 第十三任 | 黃正成 | 2001年8月~2009年7月  |
| 第十四任 | 林勳棟 | 2009年8月~2016年7月  |
| 第十五任 | 楊榮仁 | 2016年8月~2020年7月  |